# Сидоренко, Константин Павлович
Константи́н Па́влович Сидоре́нко (род. 1951, Краснодар) — российский лингвист, специалист в области фразеологии — морфологии, истории русского литературного языка, интертекстематики. Доктор филологических наук (2000), профессор кафедры русского языка филологического факультета (с 2002) Российского государственного педагогического университета имени А. И. Герцена.

## Биография
В 1972 году окончил факультет русского языка и литературы Ленинградского государственного педагогического института им. А. И. Герцена, а в 1980 году — аспирантуру, успешно защитив диссертацию на тему «Фразеологические единицы терминологического происхождения» (специальность 10.02.01 — русский язык).
В 2000 году защитил докторскую диссертацию на тему «Пушкинское слово в интертекстовой динамике».
Педагогическую деятельность начал с работы учителем русского языка и литературы в одной из школ Ленинграда (1972—1975).
В 1975—1989 годах работал преподавателем кафедры русского языка Ленинградского горного университета им. Плеханова.
С 1989 года работает на кафедре русского языка филологического факультета РГПУ (ЛГПИ) им. А. И. Герцена: ассистент для иностранных преподавателей (1989—1992), доцент (1992—2001), профессор (с 2002 года).
Профессор К. П. Сидоренко является членом диссертационного совета 33.2.018.11 по защите диссертаций на соискание учёной степени кандидата и доктора филологических наук (по спец. 5.9.5 Русский язык. Языки народов России).

## Основные работы
- Цитаты из «Евгения Онегина» А. С. Пушкина в текстах разного жанра. — СПб.: Образование, 1998. — 318 с.
- Мокиенко В. М., Сидоренко К. П. Словарь крылатых выражений Пушкина. — СПб.: Изд-во С.-Петерб. ун-та; Фолио-Пресс, 1999. — 752 с.
- Интертекстовые связи пушкинского слова. — СПб.: Изд. РГПУ им. А. И. Герцена, 1999. — 253 с.
- Мокиенко В. М., Сидоренко К. П. Школьный словарь крылатых выражений Пушкина. — СПб.: Издательский Дом «Нева», 2005. — 800 с.
- «Горе от ума» А. С. Грибоедова: цитаты, литературные образы, крылатые выражения: Учебный словарь-справочник / Под общ. ред. К. П. Сидоренко. — СПб.: Изд-во РГПУ им. А. И. Герцена, 2009. — 463 с.
- Большой словарь крылатых выражений А. С. Грибоедова («Горе от ума») / Под общ. ред. К. П. Сидоренко. — М.: ЗАО «ОЛМА Медиа Групп», 2009. — 800 с. [В соавторстве с Мокиенко В. М., Семенец О. П.]
- Мокиенко В. М., Сидоренко К. П. Басни Ивана Андреевича Крылова: Цитаты, литературные образы, крылатые выражения: словарь-справочник / рец. В. Д. Черняк; Рос. гос. пед. ун-т им. А. И. Герцена. — СПб.: Свое издательство, 2013. — 681 с.
- Русский язык и культура речи. Учебник, практикум, словарь. СПб., 2019—2020 (в соавт.)